# Simfonia en do major (Bizet)
La Simfonia en do major de Georges Bizet va ser composta l'any 1855, quan el compositor tenia només 17 anys i no va ser estrenada en vida de Bizet. Va ser l'única simfonia que va compondre. Va ser redescoberta l'any 1933 a la biblioteca del Conservatori de París i estrenada a Basilea l'any 1935 amb gran èxit. És una obra vivaç i jovenívola que des del seu redescobriment s'ha fet un lloc a les sales de concert i al disc.

## Història
Bizet no va donar mai a interpretar la seua simfonia. Sembla també que va deixar instruccions a la seua esposa —viuda des de 1875 i que va morir l'any 1925— que no s'interpretara. L'any 1933 Jean Chantavoine va trobar la partitura a la biblioteca del Conservatori de París i el va donar a conèixer amb un article en la revista Le Ménestrel. El director Felix Weingartner s'hi va interessar i la va estrenar l'any 1935 a Basilea, amb un èxit aclaparador. Immediatament va ser executada a tot arreu, i el coreògraf George Balanchine va crear un ballet amb la simfonia, aprofitant els seus aires de dansa.
S'ha volgut veure en la Simfonia de Bizet la influència dels grans mestres del simfonisme europeu, des de Beethoven a Mozart, passant per Felix Mendelssohn, Robert Schumann o fins i tot l'operista Gioachino Rossini. Howard Shanet ha trobat evidents paralel·lismes entre la simfonia de Bizet i la Simfonia núm. 1 en do major del seu mestre Charles Gounod: la tonalitat, l'exacta disposició de l'orquestra, l'existència d'una fuga en el segon moviment en què els instruments fan l'entrada en el mateix ordre... La Simfonia de Gounod va ser estrenada el 4 de febrer de 1855 al Conservatori de París —del qual era estudiant Bizet— i només van ser-ne interpretats dos moviments, el segon i el tercer, justament els moviments amb els quals la simfonia de Bizet presenta una estructura més semblant. L'obra de Gounod va obtenir un gran èxit i va ser presa immediatament com al model d'un nou simfonisme francès, tot i que hi és evident la influència de l'estil de Mendelssohn, gran amic de Gounod. En aquest sentit, sembla que al capdavall la influència de Mendelssohn, tot i que indirecta, pot ser atribuïda a la simfonia de Bizet. El manuscrit de Bizet porta la inscripció « començada el 29 d'octubre de 1855 i conclosa el [data il·legible] de novembre de 1855.» Poc abans de la composició de la seua simfonia, a Bizet li va ser encarregada la reducció per a piano a quatre mans de la simfonia de Gounod, per tant va tenir prou oportunitats d'escoltar i estudiar aquesta obra.
La inspiració de Bizet en l'obra precedent de Gounod no significa en absolut un plagi, segons Shanet « el futur compositor de Carmen i L'Arlésienne era ja capaç d'inventar una bona melodia i no li calia emprar cap material de Gounod. El que va imitar, de prop, del seu mestre va ser el pla estructural, la manera en què la peça havia de ser bastida.»
Respecte de les motivacions de Bizet per a compondre una simfonia, potser estiguera l'afany d'emular un model o simplement l'execució d'un exercici plantejat pel seu mestre Gounod. En tot cas, atesa l'edat del compositor, tot sembla indicar que la simfonia va ser composta com un treball d'estudis o un mer assaig.
Les motivacions respecte de la retirada i "desaparició" de l'obra són més difícils de concretar. L'editor de Bizet, Antoine de Choudens, indica que potser el motiu va ser que Bizet va reutilitzar material de la simfonia per a una òpera posterior: Don Procopio. Altra possibilitat és que Bizet, que amb 17 anys havia emprat amb orgull certes manifestacions estilístiques del seu mestre, no vulguera posteriorment oferir al públic una obra que podia considerar mancada d'originalitat, i que el públic francès, avesat a escoltar la simfonia de Gounod, podia identificar ràpidament amb aquest. En aquest sentit, cal assenyalar que l'any 1873 Bizet va manifestar cert temor que la seua personalitat musical no fóra prou punyent com per a trencar el motlle de Gounod.

## Estructura
Està estructurada en els tradicionals quatre moviments:
1. Allegro vivo
2. Adagio
3. Allegro vivace
4. Allegro vivace